# Хартли, Марсден
Марсден Хартли (англ. Marsden Hartley; наст. имя Эдмунд Хартли Edmund Hartley; 1877, Льюистон, штат Мэн — 1943, Эллсуорт, Мэн) — американский художник и поэт, один из крупнейших представителей классического модернизма в США.

## Жизнь и творчество
Э. Хартли был единственным сыном в большой семье из Новой Англии. Ещё в юности он принял как второе имя фамилию своей мачехи «Марсден». В возрасте 13 лет он уже выполняет профессиональные художественные работы, помогая учёному-биологу при составлении альбомов обитающих в Мэне насекомых и растений. Изучал живопись в нью-йоркской Школе дизайна Чейза и Национальной академии дизайна. В Академии он посещал класс мастеров Уильяма Мерритта Чейза. В этот период Хартли увлекается творчеством Джованни Сегантини, изучает технику его рисунка, при которой различные, несмешанные краски накладываются на полотно длинными, широкими линиями. В апреле 1912 художник отправляется в путешествие по Европе, продлившееся несколько лет.
Приехав в Париж, Хартли попадает в круг оказывавшей ему помощь меценатки Гертруды Стайн. Здесь он знакомится со скульптором Арнольдом Рённебеком и с его двоюродным братом, немецким офицером Карлом фон Фрейбургом. С последним он в мае 1913 года приезжает в Берлин, где живёт до декабря 1915 года. Во время пребывания в Германии Хартли отходит от столь привычной ему до сих пор тематики, как пейзаж и натюрморт. Художник завязывает знакомство и творческое сотрудничество с Василием Кандинским и Францем Марком, чьи манера живописи перенимается и М. Хартли и становится для него определяющей, как позднее кубизм и орфизм. В этот период Хартли создаёт серию полотен, ныне считающихся классикой американского авангарда. Гибель его друга и любовника Карла фон Фрейбурга в октябре 1914 года подвигла Хартли на создание серии из 12 символических картин.
В связи с напряжённой политико-военной обстановкой М. Хартли вынужден был вернуться в США. Он селится в своём родном городке и становится одной из местных знаменитостей. В своих поздних произведениях он выступает как художник-пейзажист, маринист, автор жанровых полотен.

## Галерея

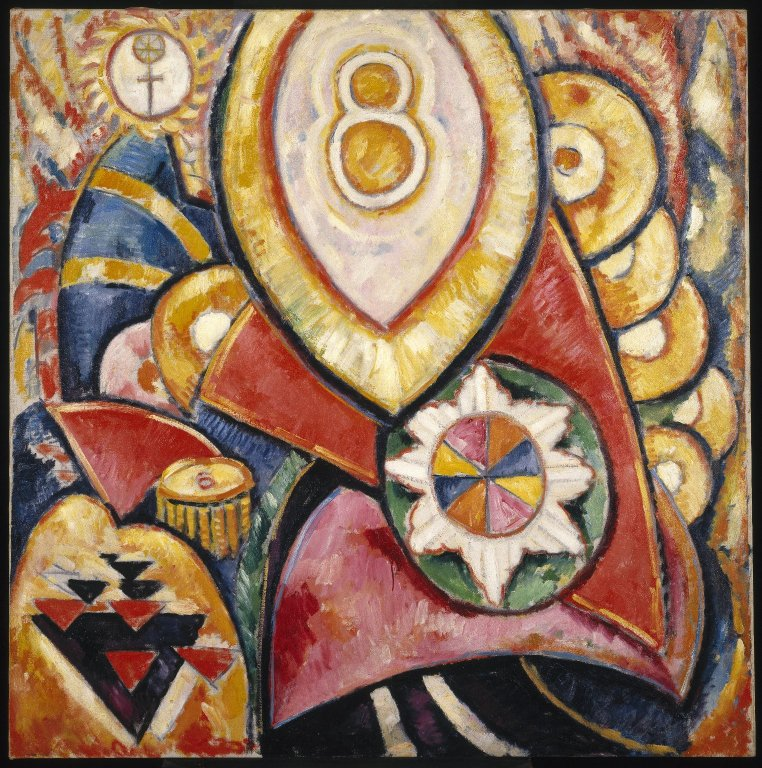
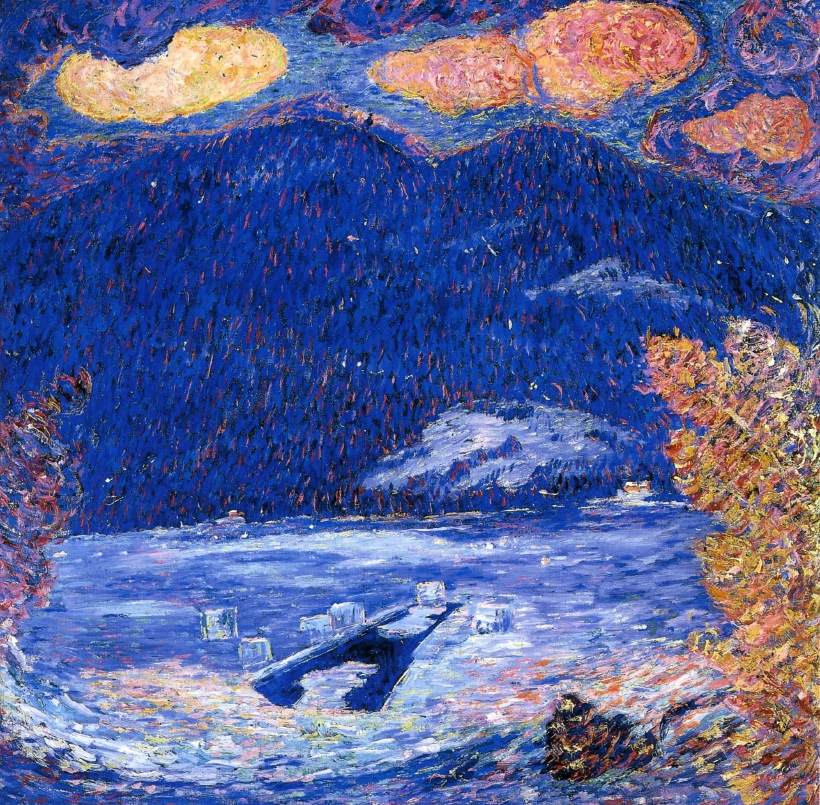
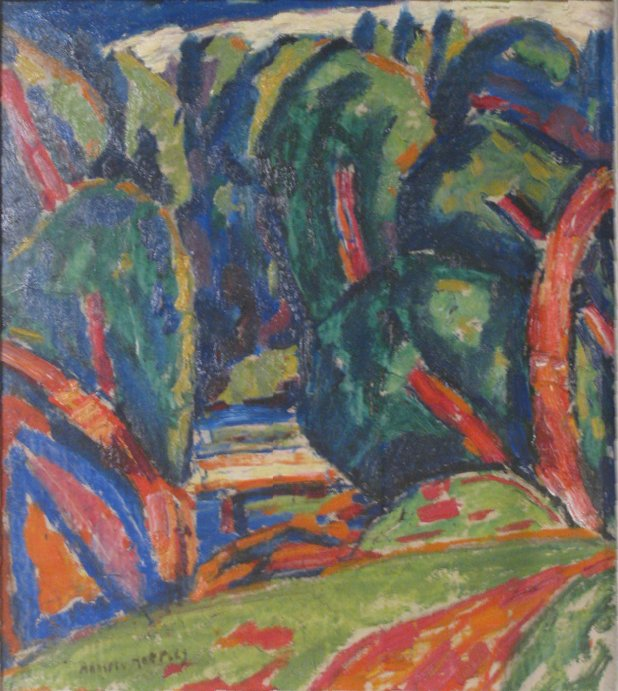
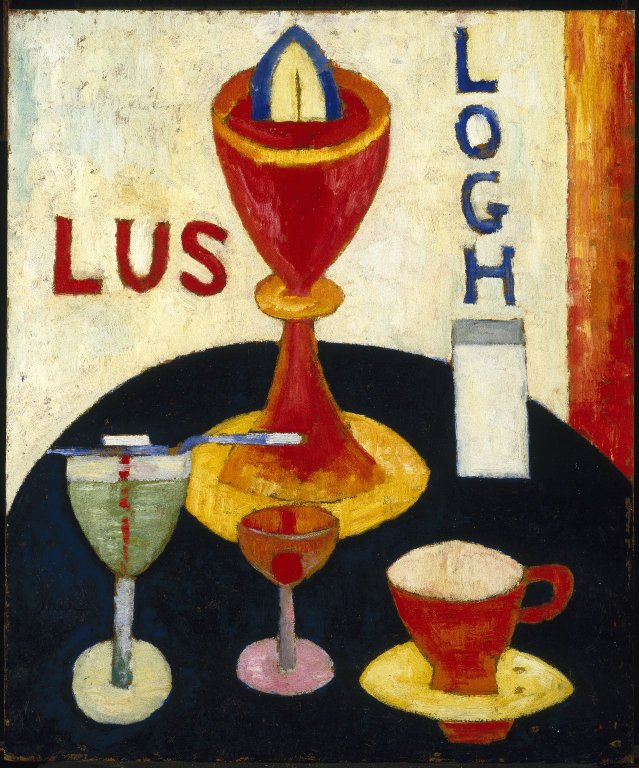
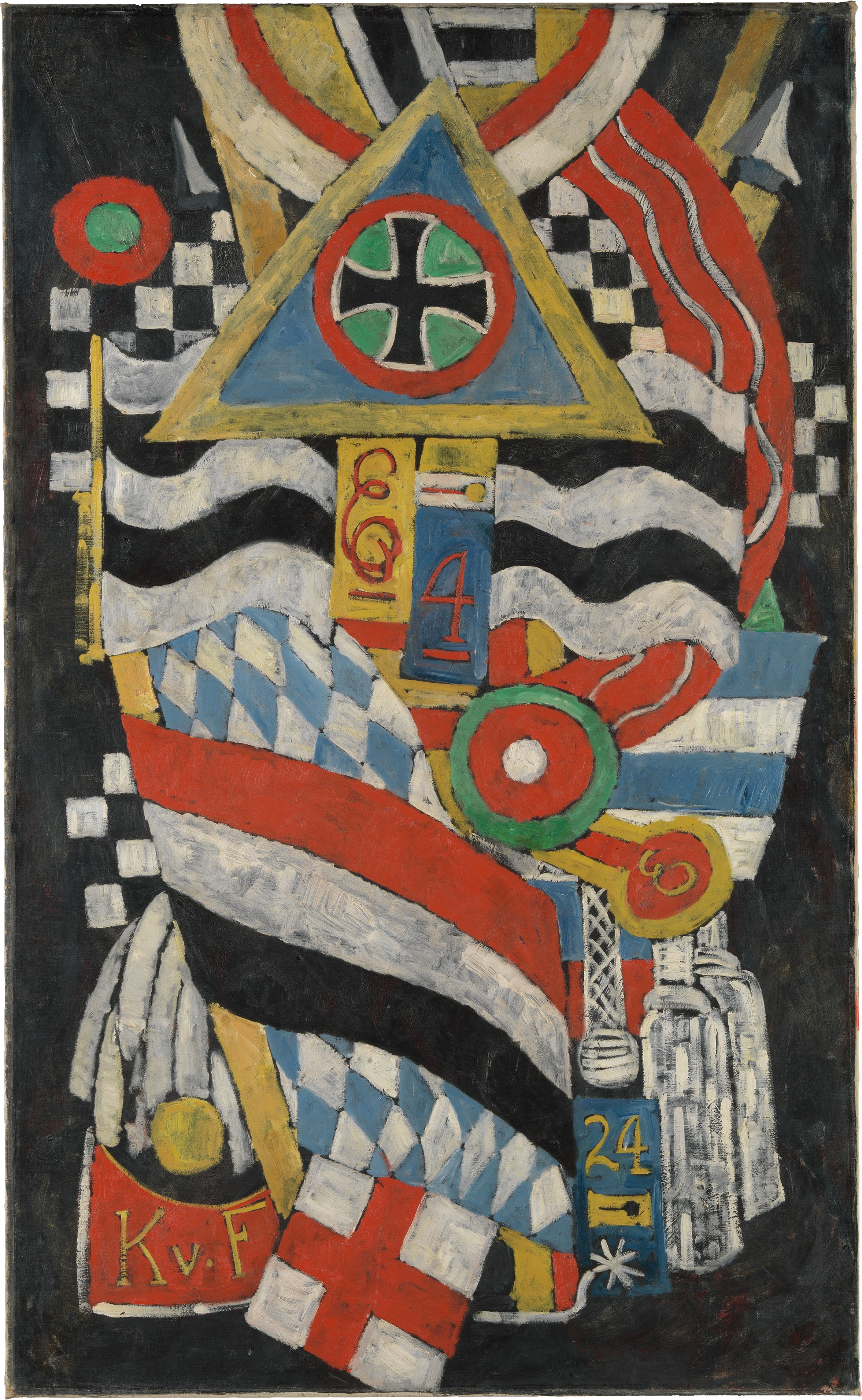